# Hebron (New Hampshire)
Hebron ist eine Town in Grafton County in New Hampshire, USA. Es entstand 1792 aus Teilen von Cockermouth, dem heutigen Groton, und Plymouth. Das U.S. Census Bureau hat bei der Volkszählung 2020 eine Einwohnerzahl von 632 ermittelt. Der Name geht auf den Vorschlag eines Samuel Phelps zurück, den dieser zu Ehren von Hebron in Connecticut machte. Von dort stammten viele der ersten Einwohner der neuen Gemeinde, einschließlich mehrerer Familienmitglieder Phelp's.

## Geographie

### Lage
Hebron liegt an der Mündung des Cockermouth River in den Newfound Lake an dessen Nordende. Angrenzende Orte sind, von Nordwesten im Uhrzeigersinn, Groton, Plymouth, Bridgewater und Alexandria. Das nördliche Ende des Newfound Lake liegt vollständig in Hebron.

### Gemeindegliederung
Zu Hebron gehören neben dem Hauptort Nuttings Beach im Süden an der Grenze zu Alexandria und East Hebron, das nach dem Bau einer frühen Durchgangsstraße entstand und Geschäfte und Betriebe für die Versorgung der Reisenden anzog.

## Geschichte

### Entstehung
Die Gemeinde wurde aus Teilen von Cockermouth (heute Groton) und dem damaligen West Plymouth gebildet, als Anwohner im Südosten von Cockermouth und dem südwestlichen Plymouth in einer Petition an das Parlament darum ersuchten, eine eigene Town gründen zu dürfen. Die Antragsteller waren der Ansicht, sie seien zu weit von Plymouth entfernt und würden ohnehin bereits einen eigenen Geistlichen unterhalten. Die Petition wurde 1792 angenommen.

### Weitere Geschichte
Obwohl erst 1792, nach anderen Quellen 1791, als Hebron eingetragen war das Gebiet des heutigen Hebron schon vorher besiedelt worden. 1761 wurden die Siedlungsrechte für Cockermouth verliehen, aber angesichts ungenügender Wahrnehmung der Rechte zweimal, 1766 und 1775, verlängert. Plymouth bestand seit 1763. Drei der dortigen Siedler beteiligten sich an der Petition und kamen mit ihrem Land zu Hebron. Das erste Treffen des Stadtrates fand am 15. Juni 1792 statt.
Die Siedler, die Hebron besiedelten, waren zwar englischer Abstammung, von einigen wenigen mit schottischer oder irischer Herkunft abgesehen, doch waren sie alle  Neuengländer von Geburt. Die meisten stammten von Familien aus Hollis ab. Ebenso unterstützte die Mehrheit die amerikanische Unabhängigkeit.
1780 waren die einfach zu erreichenden Grundstücke zumeist vergeben, und Neuankömmlinge mussten sich auf den höhergelegenen Ländereien ansiedeln. Dort waren sie jedoch weniger durch Überflutungen gefährdet, zudem war das Abfahren von geschlagenem Holz einfacher. Die Baumartenzusammensetzung war günstiger, was die Eignung zum Bauen und Verwendung für Werkzeug und Mobiliar anging, die Vegetationsperioden länger und die Frostgefahr geringer. Es wurde Subsistenzwirtschaft betrieben, obwohl es auch spezialisierte Handwerker gab. Auch diese mussten nebenher einen Hof bewirtschaften, da die Einnahmen aus ihrem Handwerk nicht ausreichten, um eine Familie zu unterhalten.
Im Jahre 1803 wurde der Mayhew Turnpike am Ostufer des Newfound Lake gebaut. Bis dahin verlief der Weg von New Chester, dem heutigen Bristol, nach Cockermouth am Westufer entlang. Der Turnpike verkürzte die Strecke von Concord nach Haverhill und ins nördliche Tal des Connecticut und führte im Osten durch Hebron. Die Straßenwartung oblag ansässigen Siedlern, die dafür vom Wegezoll befreit waren und zudem ihre Steuerlast vermindern konnten. Später wurden die Zollstationen, die nächstgelegenen von Hebron aus waren bei Plymouth und bei Bristol gewesen, aufgegeben, und der Unterhalt der Straße oblag den jeweiligen Gemeinden.
Der Mayhew Turnpike verband nicht nur Concord mit dem oberen Connecticut Valley, sondern war Teil der Hauptverbindungsroute zwischen Montreal und Boston. Dies führte dazu, dass in Hebron die Ansiedlung sich näher zur Straße verlagerte. Nicht zuletzt entstanden Geschäftsmöglichkeiten, indem man Rast- und Reparaturbetriebe gründete. Dies dauerte jedoch nur bis in die Mitte des Jahrhunderts. 1848 baute die Franklin & Bristol Railroad eine Stichstrecke von Franklin bis Bristol, und zwei Jahre später erreichte die Eisenbahn Plymouth. Der Verkehr auf dem Turnpike ging stark zurück.
Gleichzeitig hatte die Abgeschiedenheit der Farmen abgenommen. Im frühen 19. Jahrhundert waren die Farmen in Hebron größer geworden. Damit einher ging höhere Profitabilität. Somit konnte man verstärkt Waren einkaufen, statt alle Gegenstände des täglichen Bedarfes selbst anfertigen zu müssen oder zumindest bei den Nachbarn einzutauschen. In der Mitte des Jahrhunderts war die Zeit der Subsistenzwirtschaft in Hebron vorbei. Statt der herkömmlichen Familienfarm waren die Betriebe jetzt geschäftliche Unternehmen, doch auch diese wurden nach und nach aufgegeben, da die Erschließung neuen, billigen und ertragreichen Farmlandes im Westen das Bewirtschaften der Hügel in Hebron unwirtschaftlich machte. Für einige Jahre konnten sich noch einige Schafzüchter halten, aber nach den 1850er Jahren machten der Ausbau der Eisenbahnen und die Entwicklung landwirtschaftlicher Maschinen den Wettbewerb mit den großen Farmen im Westen des Landes unmöglich. Selbst die Farmer, die um 1880 noch gut von ihrem Land leben konnten sahen sich vor die Wahl gestellt, auf Eigenerwerbswirtschaft zurückzufallen oder aufzugeben.
Die erste Säge- und Getreidemühle wurde in Hebron bereits 1810 gebaut, doch die meisten Gewerbebetriebe entstanden ab Mitte des Jahrhunderts. Darunter waren viele, die aus den Handwerkstätigkeiten der Siedler entstanden, wie Schuhmacherei, Schneiderei, Schmieden, Küferei, Zimmer- und Schreinerbetriebe. Es gab bis zu sechs Schumacher in Hebron, ebenso wie einen Handschuhmacher. Weitere Gewerbe waren Gerbereien, Ziegeleien und ein Molkerei.
Schon vor 1870 war eine Postkutschenlinie eingerichtet worden, die zwischen Bristol und Groton verkehrte. Mit dieser Postkutsche kamen in den 1870er Jahren auch die ersten Touristen in die Gegend des Newfound Lakes. Damit wurde eine weitere Einnahmequelle verfügbar. Die Gäste brauchten Unterkünfte, die zunächst in Form einzelner Zimmer auf den Farmen entstanden. 1875 wurde das erste Gasthaus eröffnet, weitere folgten, sowohl in Hebron selbst wie in East Hebron, näher am Turnpike.
Nach 1890 wurden die ersten Sommercamps gegründet, den Sitten der Zeit entsprechend streng nach Jungen und Mädchen getrennt. Diese Camps existierten bis nach 1930 und hatten einen unerwarteten Nebeneffekt. Das Land, auf dem sie sich befanden, wurde, abgesehen von den Campeinrichtungen, nie bebaut und blieb so bis heute erhalten.
Zwischen 1925 und 1945 war der Tourismus die Haupteinnahmequelle in Hebron. Da die Camps eine große Ausdehnung hatten, blieb die Bebauungs- und Bevölkerungsdichte in Hebron am Nordende des Sees unter der im Süden. Dies ist noch heute der Fall. In den zwanziger Jahren kam das Skilaufen auf. Skiclubs wurden gegründet, darunter die Harvard’s University Ski Lodge in Hebron.
1901 wurde das erste Dampfschiff auf dem Newfound Lake in Hebron gebaut, das zweite 1915, nachdem das erste gesunken war. Diese Schiffe brachten nicht nur Passagiere vom Südende des Sees, sondern dienten auch dem Schleppen von Holzflössen von der Mündung des Cockermouth zur Sägemühle am unteren Seeende.

### Bevölkerungsentwicklung
| Volkszählungsergebnisse – Hebron, New Hampshire | Volkszählungsergebnisse – Hebron, New Hampshire | Volkszählungsergebnisse – Hebron, New Hampshire | Volkszählungsergebnisse – Hebron, New Hampshire | Volkszählungsergebnisse – Hebron, New Hampshire | Volkszählungsergebnisse – Hebron, New Hampshire | Volkszählungsergebnisse – Hebron, New Hampshire | Volkszählungsergebnisse – Hebron, New Hampshire | Volkszählungsergebnisse – Hebron, New Hampshire | Volkszählungsergebnisse – Hebron, New Hampshire | Volkszählungsergebnisse – Hebron, New Hampshire |
| Jahr                                            | 1800                                            | 1810                                            | 1820                                            | 1830                                            | 1840                                            | 1850                                            | 1860                                            | 1870                                            | 1880                                            | 1890                                            |
| ----------------------------------------------- | ----------------------------------------------- | ----------------------------------------------- | ----------------------------------------------- | ----------------------------------------------- | ----------------------------------------------- | ----------------------------------------------- | ----------------------------------------------- | ----------------------------------------------- | ----------------------------------------------- | ----------------------------------------------- |
| Einwohner                                       | 281                                             | 563                                             | 572                                             | 540                                             | 508                                             | 565                                             | 475                                             | 382                                             | 329                                             | 245                                             |
| Jahr                                            | 1900                                            | 1910                                            | 1920                                            | 1930                                            | 1940                                            | 1950                                            | 1960                                            | 1970                                            | 1980                                            | 1990                                            |
| Einwohner                                       | 214                                             | 213                                             | 184                                             | 197                                             | 151                                             | 130                                             | 153                                             | 234                                             | 349                                             | 384                                             |
| Jahr                                            | 2000                                            | 2010                                            | 2020                                            | 2030                                            | 2040                                            | 2050                                            | 2060                                            | 2070                                            | 2080                                            | 2090                                            |
| Einwohner                                       | 460                                             | 602                                             | 632                                             |                                                 |                                                 |                                                 |                                                 |                                                 |                                                 |                                                 |

## Verwaltung und Städtische Einrichtungen
Als Town neuenglischen Verständnisses untersteht Hebron keinem Bürgermeister, sondern wird von drei gewählten Stadträten verwaltet. Während die Polizei in Vollzeit tätig ist, werden medizinische Notversorgung sowie die Feuerwehr auf Freiwilligenbasis versehen. Neben einer öffentlichen Bibliothek gibt es keine weiteren städtischen Einrichtungen. Die Grundschule Bridgewater-Hebron liegt in Bridgewater, die weiterführenden Schulen in Plymouth und Bristol.

## Wirtschaft und Verkehr
Der größte Arbeitgeber ist die Town of Hebron mit 25 Angestellten. Durch East Hebron verläuft die NH3A, die einzige überregionale Straße in Hebron. Dies ist eine Nebenroute der US3, die in diesem Abschnitt von Franklin nach Plymouth führt. Die Ausfahrt 26 des I-93 ist elf Meilen entfernt, ebenso das nächstgelegene Krankenhaus in Plymouth. In Bristol liegt der Newfound Valley Airport mit Asphaltpiste, der nächstgelegene Flughafen mit Linienverkehr ist der Lebanon Municipal Airport.

## Personen
- Nathaniel Berry (1796–1894), Gouverneur von New Hampshire, lebte und arbeitete in Hebron von 1840 bis 1888[7]
- Austin F. Pike (1819–1886), republikanischer Senator